# De Drie V's

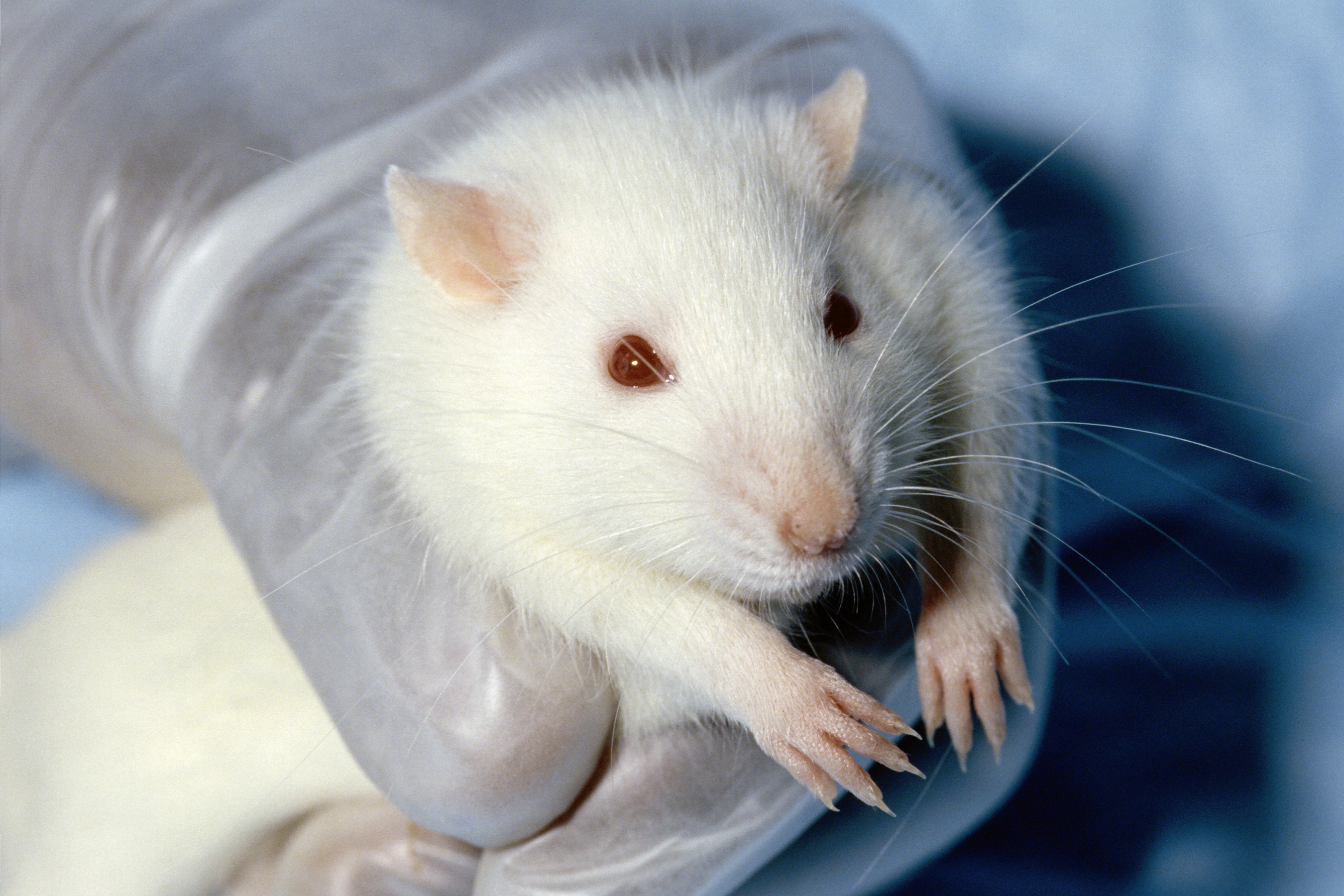
Een Winster-laboratoriumrat

De Drie V's zijn in de wetenschap leidende principes voor het verminderen van dierproeven en het ethisch omgaan met proefdieren. Deze zijn voor het eerst beschreven door W.M.S Russell en R.L. Burch in 1959.
De Drie V's zijn:
1. Vervanging: gebruik van wetenschappelijke methodes waarmee proefdieren worden vermeden of vervangen.
2. Vermindering: gebruik van methodes waardoor onderzoekers evenveel informatie verkrijgen met minder proefdieren of meer informatie verkrijgen met hetzelfde aantal proefdieren.
3. Verfijning: gebruik van methodes waarmee eventuele pijn, leed en stress worden verlicht of verminderd en het welzijn van proefdieren zo goed mogelijk is.

De Drie V's zorgen niet alleen voor het aanzetten tot alternatieven voor dierproeven, maar zorgen bovendien voor de verbetering van dierenwelzijn en de wetenschappelijke kwaliteit wanneer het gebruik van proefdieren niet vermeden kan worden. In Nederland zijn de Drie V's opgenomen in Artikel 1d van de Wet op de dierproeven (Wod).

## Geschiedenis
De Universities Federation for Animal Welfare (UFAW) besloot in 1954 onderzoek naar de verbetering van humane technieken in het laboratorium te sponsoren. In oktober van dat jaar werden William Russell en Rex Burch aangesteld om een onderzoek te beginnen naar de ethische aspecten van laboratoriumtechnieken. In 1956 stuurden zij een rapport naar de commissie van de UFAW. Dit rapport vormde de basis van het boek dat Russell en Burch in 1959 publiceerden. Een groot gedeelte van de periode werd samengewerkt met een adviserende commissie, voorgezeten door professor P.B. Medawar.